# Copa Atatürk
La Copa Atatürk (en turc: Atatürk Kupası) fou una antiga competició futbolística turca.

## Història
El 1955, la Federació Turca de Futbol creà una competició a la qual li posà el nom de Mustafa Kemal Atatürk. Cinc clubs van prendre part a la primera edició: Beşiktaş JK, Fenerbahçe SK, Galatasaray SK, Adalet i Vefa SK. Adalet fou el campió, amb el Fenerbahçe segon. La segona edició es disputà el 1963, amb la victòria final del Fenerbahçe. La tercera edició no fou fins al 1998 i es disputà per commemorar el 60è aniversari de la mort d'Atatürk i enfrontà als campions de la Copa President i la Copa del Primer Ministre. El Fenerbahçe derrotà el Beşiktaş per 2-0. La quarta edició i de moment la darrera fou el nom que va rebre la supercopa turca de futbol de l'any 2000. El Beşiktaş derrotà el Galatasaray per 2-1.

## Historial
| Any  | Guanyador     | Resultat | Perdedor       |
| ---- | ------------- | -------- | -------------- |
| 1955 | Adalet        | ?-?      | Fenerbahçe SK  |
| 1964 | Fenerbahçe SK | 3-1      | Beşiktaş JK    |
| 1998 | Fenerbahçe SK | 2-0      | Beşiktaş JK    |
| 2000 | Beşiktaş JK   | 2-1      | Galatasaray SK |